# Archie van Sussex
Prins Archie Harrison van Sussex (Londen, 6 mei 2019) is het oudste kind van prins Harry en Meghan Markle, de hertog en hertogin van Sussex, en een kleinzoon van de Britse koning Charles III. Hij is de zesde in lijn voor de Britse troonopvolging.
Zijn voornaam werd bekendgemaakt op 8 mei 2019, twee dagen na zijn geboorte. Deze aankondiging gebeurde via Instagram. Eerder op de dag was hij voor het eerst aan de pers voorgesteld in de St. George's Hall in het kasteel van Windsor.
Hij is de eerste half-Amerikaanse baby in de Britse koninklijke familie.
Op 4 juni 2021 kreeg hij een zusje genaamd Lilibet.
Archie is een prins van het Verenigd Koninkrijk vanaf 8 september 2022, het moment dat zijn grootvader Charles III de troon besteeg. 